# Expo Agro de Almería
La Expo-Agro Almería fue una feria agroalimentaria de carácter internacional vinculada a la horticultura intensiva de la provincia de Almería, España. Se celebra desde 1981, con sede actual en el Palacio de Exposiciones y Congresos de Aguadulce, en el municipio de Roquetas de Mar. Está organizada por la Cámara de Comercio, Industria y Navegación de Almería, y desde el año 2008, de forma conjunta con la Consejería de Agricultura y Pesca de la Junta de Andalucía. Se considera la más importante feria hortofrutícola internacional.
Como feria española de carácter internacional Expo Agro Almería 2009 está dada de alta en ICEX (Instituto Español de Comercio Exterior, Ministerio de Industria, Turismo y Comercio). Expo Agro Almería se difunde por los países de Asia a través de la Asociación de Agricultura de CCPIT (China Council for the promotion of Internacional Trade).
Conjuntamente se celebra en 2009 el Congreso Internacional de Plasticultura (CIPA), correspondiendo al año 2009 su XVIII edición. La segunda actividad paralela son los Encuentros de Negocio Expo Agro Trading, cerrándose en 2009 más de 700 entrevistas comerciales entre empresas almerienses e importadores, con la participación de 65 empresas extranjeras de Argentina, Bulgaria, Chequia, Chile, Croacia, Dinamarca, Emiratos Árabes, Estonia, Finlandia, Letonia, Marruecos, México, Perú, Polonia, Rumanía, Rusia y Suecia.

## Historia
La I edición de Expoagro Almería tuvo lugar en el Paraje la Redonda de El Ejido (entonces perteneciente al término municipal de Dalías) en febrero de 1981, la entonces denominada “Feria de los sistemas de cultivos forzados”. La ciudad de Almería celebra las ediciones de 1982 (II) en Oliveros y en las Naves del Puerto desde 1985 hasta 1987 (IV a VI).
Roquetas de Mar acogió la III edición en 1984 y las ediciones VIII, IX y XII. El Ejido organizó las ediciones VII, X y XI en los años 1988, 1992 y 1994.
Desde hace 13 años es organizada por la Cámara de Comercio, Industria y Navegación de Almería y se celebra en el Palacio de Exposiciones y Congresos de Aguadulce (1996). La edición XXVI se celebrará en abril de 2011 y no en noviembre de 2010, a petición del sector agrícola, para aprovechar el fin de la campaña de invierno.
La edición de 2011 se celebra con el lema Feria del negocio de la industria agrícola del Mediterráneo (The Mediterranean agricultural industry trade fair at).

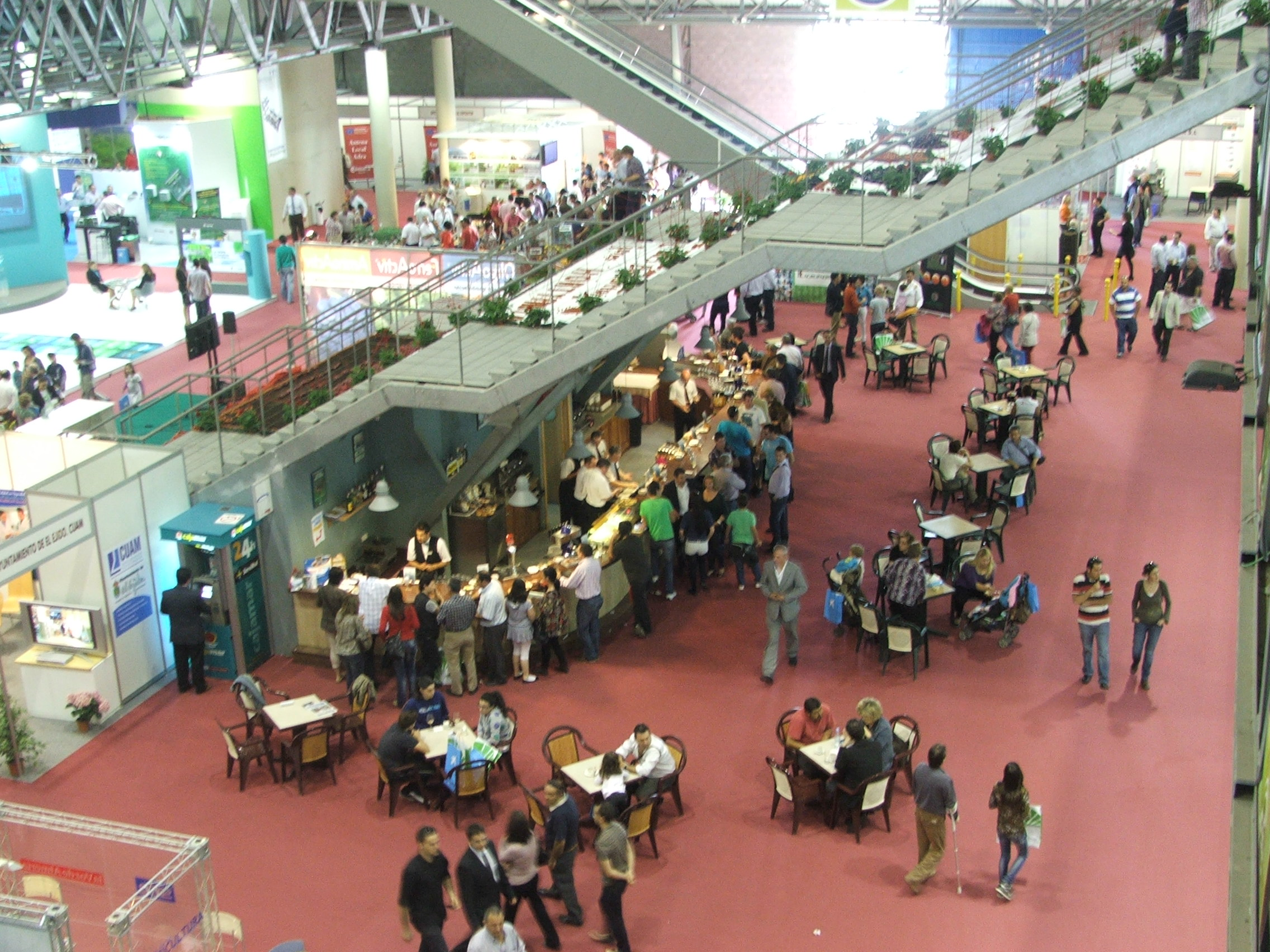
Visitantes durante la edición de 2011.

- XXVII Edición, Feria Internacional del Modelo Almería: Agricultura y Seguridad Alimentaria, del 18 al 20 de abril de 2012
- XXVI Edición, Feria Internacional de la Industria Agroalimentaria del Mediterráneo, del 6 al 8 de abril de 2011
- XXV Edición, Feria de Negocio de la industria Agroalimentaria del Mediterráneo, del 25 al 27 de noviembre de 2009
- XXIV Edición, Feria Hortofrutícola Internacional de los Cultivos de Primor, del 27 al 29 de noviembre de 2008
- XXIII Edición, del 28 al 30 de noviembre de 2007
- XXII Edición, del 22 al 25 de noviembre de 2006
- XXI Edición, del 23 al 26 de noviembre de 2005
- XX Edición, del 24 al 27 de noviembre de 2004
- XIX Edición, del 26 al 29 de noviembre de 2003
- XVIII Edición, del 27 al 30 de noviembre de 2002[7]

| Expo-Agro Almería | Visitantes: | Expositores: |
| 2.009             | -           | 200          |
| 2.008             | 89.000      | 195          |
| 2.007             | 65.000      | 190          |
| 2.006             | 60.000      | 180          |